# Jämtland

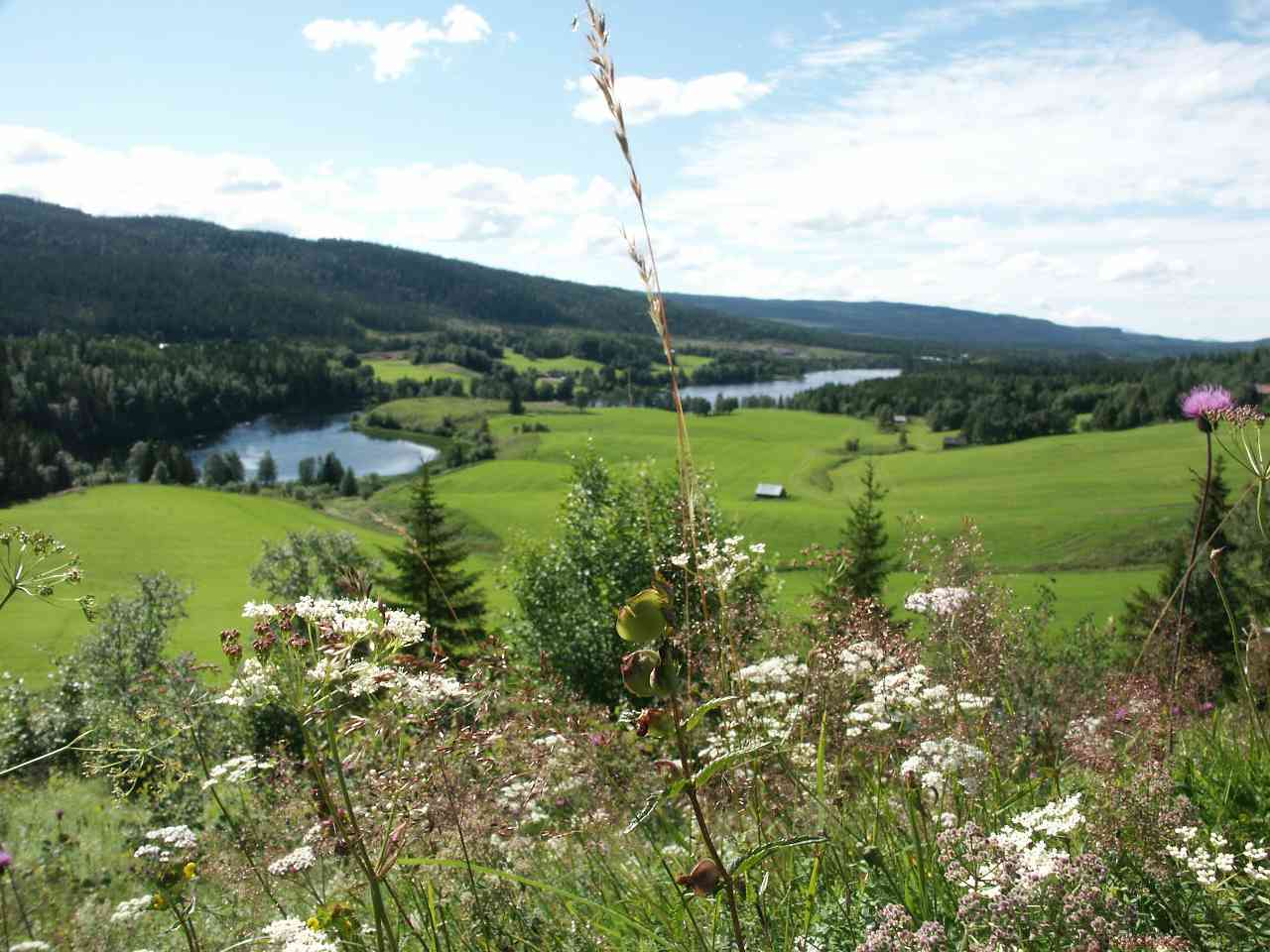
Jämtland im Sommer

Jämtland (früher eingedeutscht auch Jemtland) ist eine historische Provinz (schwedisch landskap) in Schweden.

## Geographie
Die Provinz grenzt im Westen an Norwegen, im Norden an Lappland, im Osten an Ångermanland und im Süden an Härjedalen und Medelpad. Auf ihrem Gebiet liegt die heutige Provinz Jämtlands län.
Jämtland ist die zweitgrößte Landschaft Schwedens. In Nord-Süd-Richtung streckt sich die Landschaft 315 Kilometer und die größte Ost-West-Ausdehnung beträgt 250 Kilometer. Die westliche Grenze bildet das Skandinavische Gebirge (Skanden), das sich hier von Nord nach Süd streckt mit Ausläufern in die südöstlichen Teile Jämtlands. Das Gebirgsmassiv wird durch mehrere große Täler unterbrochen. Der höchste Punkt Jämtlands, mit 1.743 Metern über dem Meer, liegt im schwedischen Teil des Bergmassivs Storsylen, das sich auf der norwegischen Seite bis auf 1.762 Meter erhebt. Der niedrigste Punkt der Landschaft liegt im östlichen Teil nur 35 Meter über dem Meer.

### Gewässer

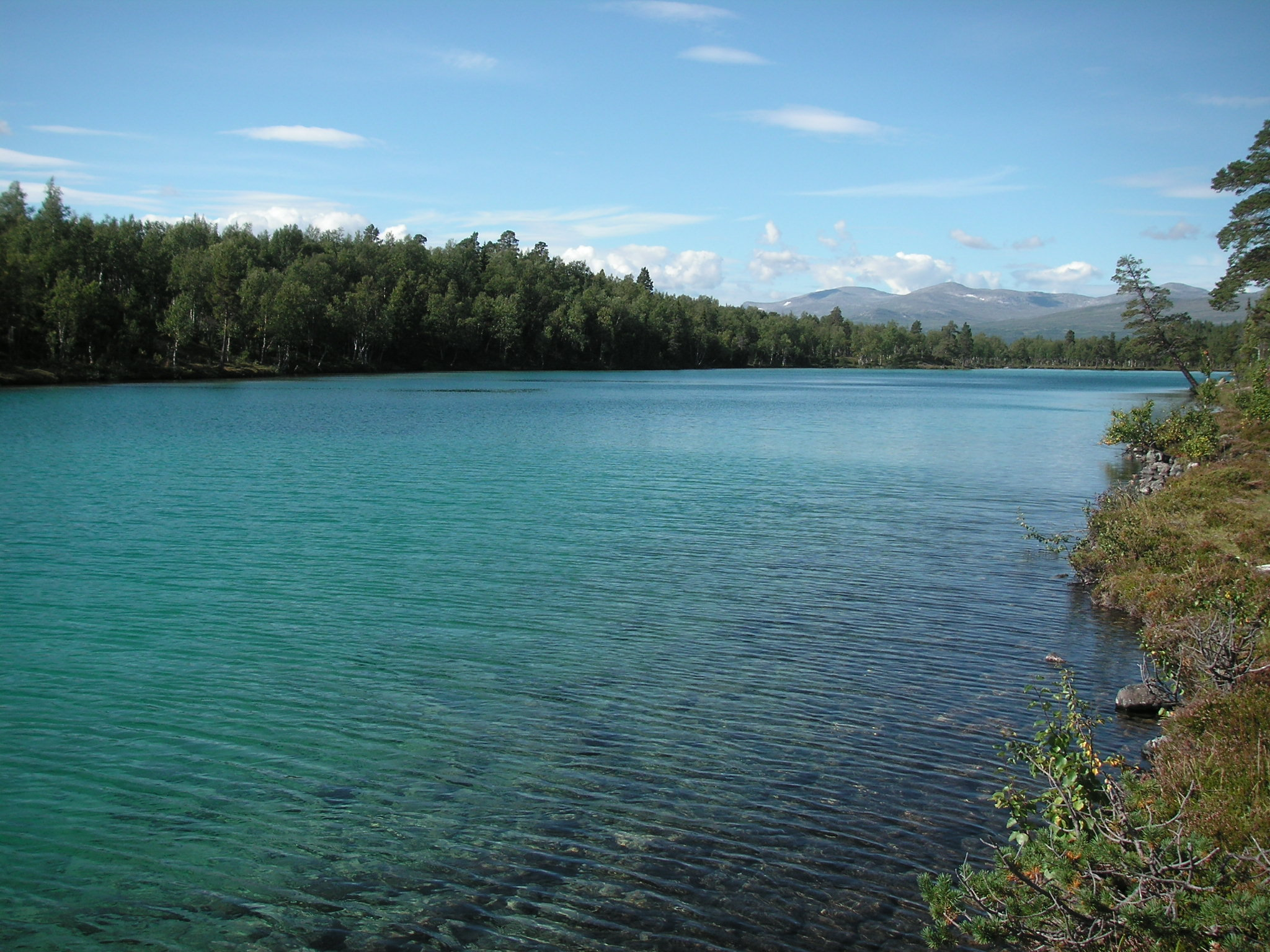
Bei Vålådalen

Ungefähr 8 Prozent von Jämtlands Gesamtfläche werden von Gewässern eingenommen und zwei größere Flüsse durchziehen die Landschaft, Ljungan und Indalsälven. Beide haben ihre Quelle in den Skanden und fließen in östliche Richtung bis zum südlichen Abschnitt des Bottnischen Meerbusens.
In den nördlichen Teilen Jämtlands sind die Berge zwischen 900 und 1.000 Meter hoch. Hier starten einige wichtige Nebenflüsse des Ångermanälven, der hauptsächlich in Ångermanland liegt. Ein anderer Wasserweg beginnt seine Reise zum Meer von der westlichen Seite der Bergkette. Er erreicht über die Seen Blåsjön und Kvarnbergsvattnet die Senke Ströms Vattudal, von wo er als Faxälven bis zur Mündung in den Ångermanälven verläuft.
Im zentralen Teil liegt Schwedens fünftgrößter See, Storsjön, mit einer Fläche von 464 km² und einer mittleren Wassertiefe von 17,3 m.

### Ortschaften
Die größten Orte sind Östersund, Brunflo, Krokom und Strömsund. Kallsjön, Storsjön und Ströms Vattudal sind die größten Seen, Indalsälven und Ljungan die größten Flüsse. Vor allem im Westen wird Jämtland von zahlreichen kleineren Gebirgen geprägt. Zu den bedeutenderen zählen Lunndörrsfjällen, Anarisfjällen und Oviksfjällen sowie die Berge um Åre, die als Skizentrum bekannt sind.

## Geschichte
Der Name Jämtland ist seit dem 11. Jahrhundert mit eatalant (Runenstein von Frösön), Jamtaland (1257) und Iæmtæland (um 1303) belegt. Seit der Wikingerzeit bis ins Mittelalter war Jämtland ein nahezu selbstständiges Reich, das bis 1470 vom „Jamtamot“, einem Ting mit eigenen Gesetzen, gesteuert wurde. Im 11. Jahrhundert christianisiert, gehörte es von 1178 bis 1536 zu Norwegen und 1537 bis 1645 zusammen mit Norwegen zu Dänemark. Zwischen 1563 und 1677 wechselte die Herrschaft über Jämtland dreizehnmal. 1645 kam Jämtland durch den Frieden von Brömsebro zu Schweden.

## Kulturerbe
Im Park fand man bei Sösjön im samischen Ort Njaarke über 1000 Jahre alte Spuren samischer Besiedlung. Die Samen nutzten diese Gegend als Jagdgebiet.

## Sprache
Das Jämtländische ist ein ursprünglich besonders stark vom Reichsschwedischen abweichender Dialekt.

## Regionale Identität

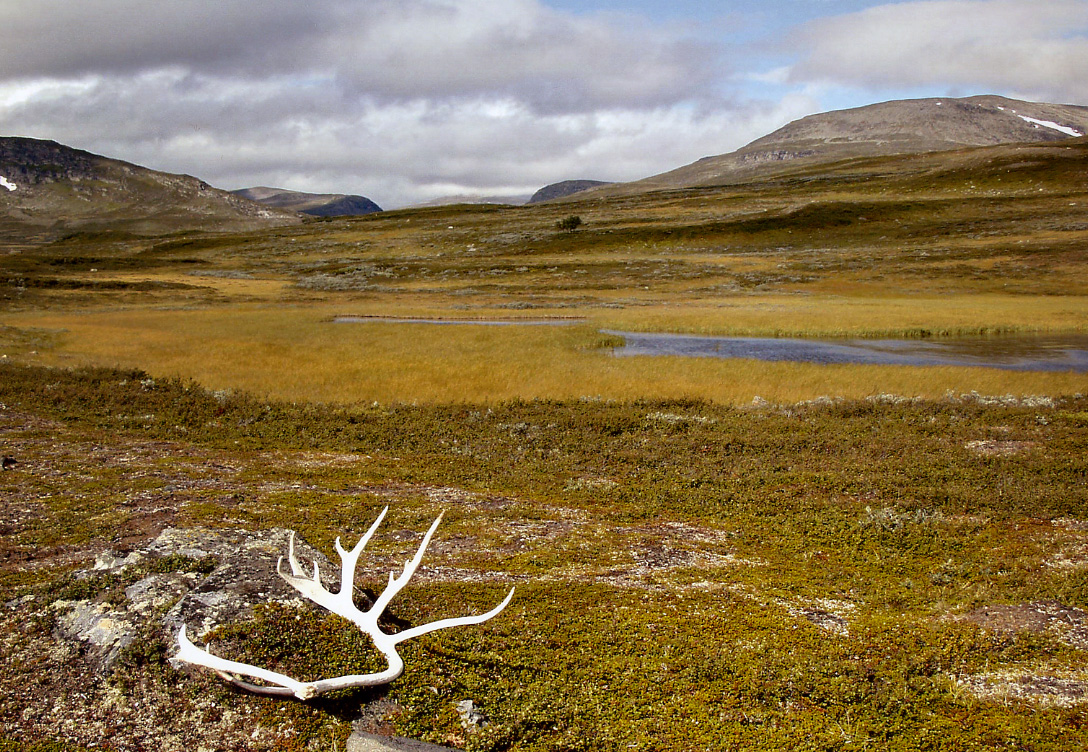
Im jämtländischen Fjäll (Vålådalen-Naturreservat)

Geschichtlich bedingt waren die kulturellen und sprachlichen Bindungen vor allem zum norwegischen Trøndelag immer stärker als zu den umgebenden schwedischen Provinzen. Basierend darauf gibt es seit den 1960er Jahren mit der Republik Jämtland eine Unabhängigkeitsbewegung, die jedoch nie gewaltsam für ihre Ziele eingetreten ist.

## Landschaftssymbole
- Tier: Elch
- Blume: Schwarzes Kohlröschen
- Fisch: Forelle
- Vogel: Sperbereule